# Apopetelia
Apopetelia là một chi bướm đêm thuộc họ Geometridae.

## Các loài
- Apopetelia bipunctifera
- Apopetelia brunneonotata
- Apopetelia brunnescens
- Apopetelia casperia
- Apopetelia cercyon
- Apopetelia chlororphnodes
- Apopetelia fulvifascia
- Apopetelia morosa
- Apopetelia sinensis